# Meine wunderbare Familie auf neuen Wegen
Meine wunderbare Familie auf neuen Wegen ist ein deutscher Fernsehfilm von Monika Zinnenberg aus dem Jahr 2010. Es handelt sich um die sechste Episode der ZDF-Reihe Meine wunderbare Familie mit Tanja Wedhorn und Patrik Fichte in den Hauptrollen.

## Handlung
Die ehemalige Rudertrainerin Hanna Sander sucht nach neuen beruflichen Herausforderungen und beginnt eine Ausbildung als Physiotherapeutin. Allerdings muss sie nach kurzer Zeit feststellen, dass sich dieser Neuanfang nicht so einfach wie erhofft realisieren lässt. Hanna ist wesentlich älter als die anderen Auszubildenden und fühlt sich deshalb fehl am Platz. Auch ist die Ausbildung zeitlich so einnehmend, dass Hannas Familie zusehends zu kurz kommt. Dies führt nicht nur zu Unmut und Selbstzweifeln bei Hanna, sondern auch zu Missverständnissen und Turbulenzen innerhalb der Familie. Ihr Ehemann, der Barista Jan Kastner, hat unterdessen auch eine neue Geschäftsidee: Er plant die Eröffnung eines Kulturcafés. Aber obwohl sehr beschäftigt, merkt Jan schließlich, dass sich seine Frau immer mehr von ihm zu entfernen droht. Und zu allem Überfluss ist da auch noch Nico, ein attraktiver Mitschüler von Hanna, der sich in sie verliebt hat. Und auch ein alter Freund von Schwiegervater Peter buhlt um die Gunst Hannas.

## Hintergrund
Meine wunderbare Familie auf neuen Wegen wurde vom 12. Juli 2009 bis zum 8. August 2009 in Berlin gedreht. Produziert wurde der Film von der UFA Fiction.

## Kritik
Die Kritiker der Fernsehzeitschrift TV Spielfilm zeigten mit dem Daumen zur Seite, vergaben für die Spannung einen von drei möglichen Punkten und resümierten: „Mal was Neues wäre wirklich wunderbar“.